# El Pozo, Chamula
El Pozo är en ort i Mexiko.   Den ligger i kommunen Chamula och delstaten Chiapas, i den sydöstra delen av landet, 800 km öster om huvudstaden Mexico City. El Pozo ligger 2 288 meter över havet och antalet invånare är 756.
Terrängen runt El Pozo är huvudsakligen kuperad, men västerut är den bergig. Runt El Pozo är det ganska tätbefolkat, med 134 invånare per kvadratkilometer. Närmaste större samhälle är San Cristóbal de las Casas, 15,2 km sydväst om El Pozo. Omgivningarna runt El Pozo är en mosaik av jordbruksmark och naturlig växtlighet.